# Obsession maternelle

Obsession maternelle (Cries in the Dark) est un téléfilm canadien réalisé par Paul Schneider et diffusé aux États-Unis le 17 septembre 2006 sur Lifetime.

## Synopsis
Elisa Conwell va bientôt accoucher de son premier enfant. Malheureusement, sa joie est ternie par les absences de son mari, Scott, surmené et peu disponible. Lors d'un dîner, elle confie ses frustrations à sa sœur Carrie, inspecteur de police et célibataire endurcie. Le soir même, elle disparaît. Carrie enquête…

## Fiche technique
- Réalisation : Paul Schneider (en)
- Scénario : Kraig Welman
- Société de production : Dark Protocol Productions
- Durée : 90 minutes
- Pays :  Canada

## Distribution
- Eva LaRue : Carrie
- Adam J. Harrington (en) : Scott
- Gina Chiarelli (en) : Rosa
- Adrian Holmes (en) : détective Wynn
- Camille Sullivan : Elle
- Anthony Harrison : Chief Metcalf
- Daniel et Sophia Schuss : Baby
- Linda Darlow : Donna
- Diego Diablo Del Mar : Davis
- Don MacKay : Alfred
- Suzanne Bastien : Receptionist
- Linda Hopkins : Mom #1
- Tim O'Halloran : Heavy Cop
- Penelope Gardas : Witness
- Val Cole : Reporter
- Barry Nerling : Sniper

## Accueil
Le téléfilm a été vu par environ 3,4 millions de téléspectateurs lors de sa première diffusion.